# Sphaeromanus pugnator
Sphaeromanus pugnator là một loài tò vò trong họ Ichneumonidae.